# Villa romana de Pisões
A Villa romana de Pisões é um sítio arqueológico localizado na Herdade de Algramaça, freguesia de Beja (Santiago Maior e São João Batista), no município de Beja, em Portugal. Consiste numa grande casa senhorial do período romano, que foi ocupada inicialmente entre os séculos I a IV d.C., e depois até ao período visigótico. Foi redescoberta durante trabalhos arqueológicos em 1967.
É considerada como um dos principais monumentos romanos no concelho de Beja, e uma das principais e melhor conservadas villas romanas em todo o país, tendo sido classificada como Imóvel de Interesse Público em 1970. É especialmente conhecida devido à riqueza dos seus mosaicos, e pelas suas termas, que estão entre as mais importantes no país.

## Descrição

### Localização e composição
A estação arqueológica está situada na Herdade da Almocreva, a cerca de 10 Km da cidade de Beja, numa zona conhecida como barros de Beja. O acesso ao local faz-se a partir da estrada entre Beja e Aljustrel, seguindo-se depois pelo caminho que atravessa a Ribeira da Chaminé.
O complexo arqueológico ocupa cerca de seis hectares, enquanto que a villa romana em si tem mais de 5000 m². Corresponde a uma típica villa romana, ou seja, uma moradia de uma família abastada, que também funcionava como o núcleo de uma propriedade agrícola. A casa rural tinha 48 divisões organizadas em redor de um pátio central ao ar livre com quatro colunas, e possuía um grande tanque ou piscina com cerca de 40 m de comprimento por 8,30 m de largura. Anexo ao edifício existia um complexo termal, equipado com um hipocausto para aquecimento, decorado com placas de mármore. Uma das salas apresenta no seu interior um tanque com cobertura de mosaicos marinhos, que seria talvez utilizado como modo de amenizar a sala, de forma a providenciar um espaço para lazer onde os habitantes podiam refugiar-se do calor, durante os meses mais quentes. A fachada principal do edifício estava orientada para Sul, e pode ter incluído um espelho de água, que era um dos maiores da península, neste tipo de edifícios. Construídas de forma paralela à piscina, estavam quatro estruturas funerárias, destinadas aos habitantes mais abastados da villa. Junto à casa existiam várias estruturas agrícolas como lagares e celeiros, e residências para os trabalhadores.

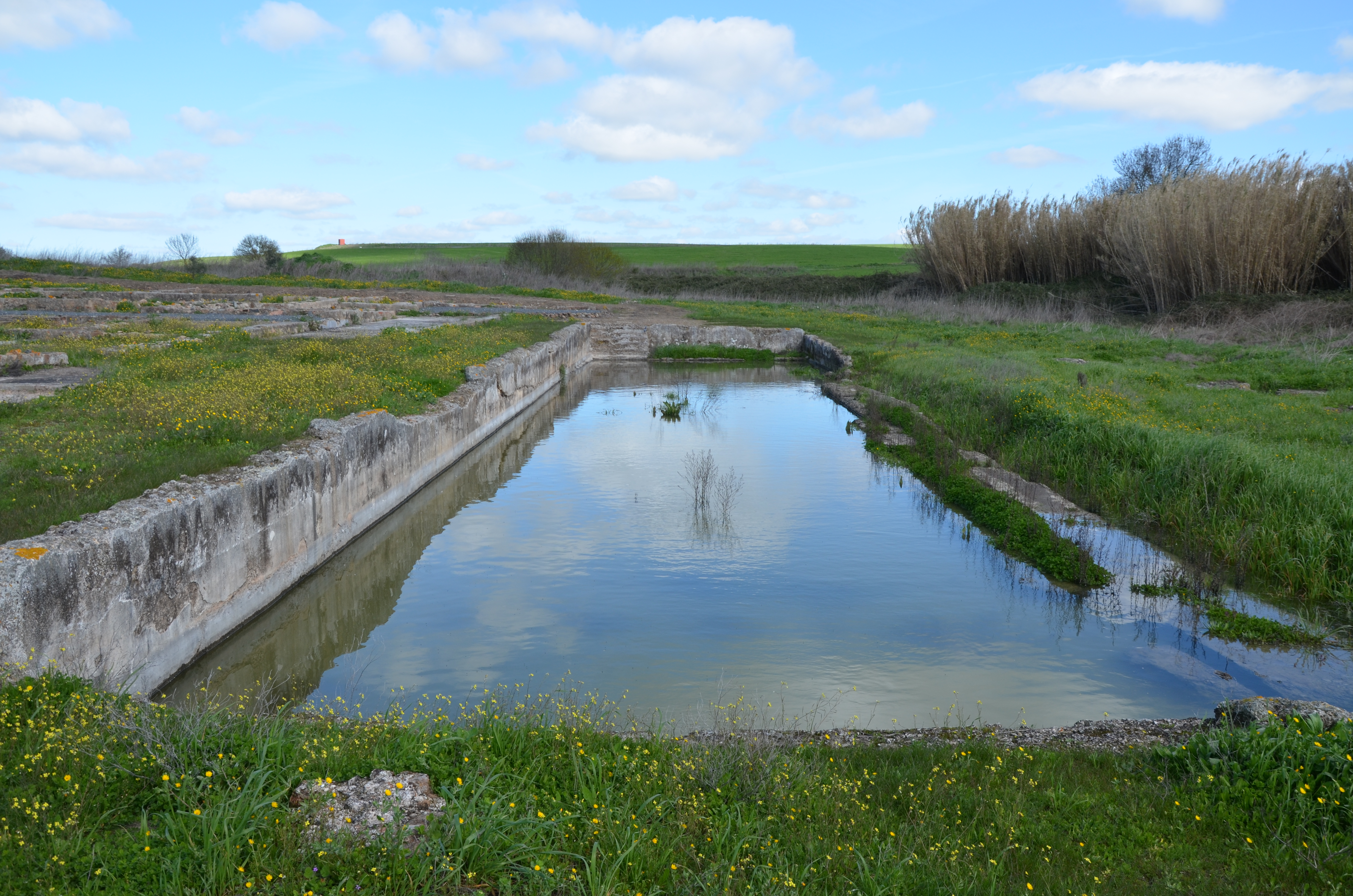
Antigo tanque ou piscina.

### Abastecimento de água
A uma distância de cerca de 200 m da villa foi descoberto o paredão de uma barragem, que servia para fornecer a casa e a exploração agrícola e pecuária. Com efeito, a casa possuía várias estruturas que aproveitavam o abastecimento de água, como a zona das termas e vários grandes tanques e piscinas. Esta estrutura estava situada na Ribeira da Chaminé, formando uma albufeira com 340 m de comprimento e uma área inundada de 31300 m², e uma capacidade máxima de 38 mil m³ de água. A barragem foi mencionada por Abel Viana em 1947, que descreveu o paredão como tendo 58 m de comprimento, uma altura máxima de 4,3 m e uma espessura de 3,0 m. O autor descreveu a barragem como sendo composta por pequenos blocos de diorito e outras rochas unidas com argamassa, em opus incertum, tendo sido organizadas em forma de cutelo e calçadas com pequenas lascas, de forma a aumentar a sua resistência contra a força da água. A parte em opus incertum é composta por blocos de pequenas dimensões com argassama, sendo coberta por blocos maiores, cimentados e organizados em filas de forma aproximadamente horizontal. Uma análise pormenorizada do paredão revela duas características importantes, sendo uma delas a existência de descontinuidades horizontais tanto no núcleo como no paramento a jusante, mostrando que ambas as partes foram construídas ao mesmo tempo. A segunda é a presença de dois furos na base do paredão, um deles formando um arco de volta inteira com aparelho em tijoleira, e que seria provavelmente uma descarga de fundo, enquanto que o outro terá sido provavelmente aberto após a ocupação romana. Abel Viana também descreveu a presença de moinhos de água, que utilizariam a força da água. Ao longo dos séculos, a barragem sofreu um profundo processo de assoreamento, verificando-se uma grande diferença de cerca de três metros entre montante e jusante. A villa romana também era abastecida por um poço de alvenaria de pequenas dimensões, situada no interior da casa, e que serviria muito provavelmente para as tarefas domésticas.
Em redor da villa de Pisões foram identificados vários núcleos arqueológicos que lhe estão associados. O sítio de Pisões, a nascente da villa, inclui fragmentos de cerâmica comum e de construção, dois fornos do período romano, e vários vestígios do II a III milénio a.C. e da Idade do Ferro. O sítio Pisões 2 é uma elevação situada mais a Leste, onde também foram encontrados vestígios de cerâmica, enquanto que em Pisões 4, localizada num pequeno monte na margem esquerda da Ribeira da Chaminé, foi descoberta igualmente cerâmica romana, e uma moeda. O sítio de Pisões 5, situado perto do anterior, é mais cronologicamente diverso, apresentando vestígios do Neolítico, da Idade do Bronze, da Idade do ferro, do período romano e da época moderna. Em Pisões 6, a Sudoeste da villa, foram igualmente descobertos vestígios de cerâmica romana.

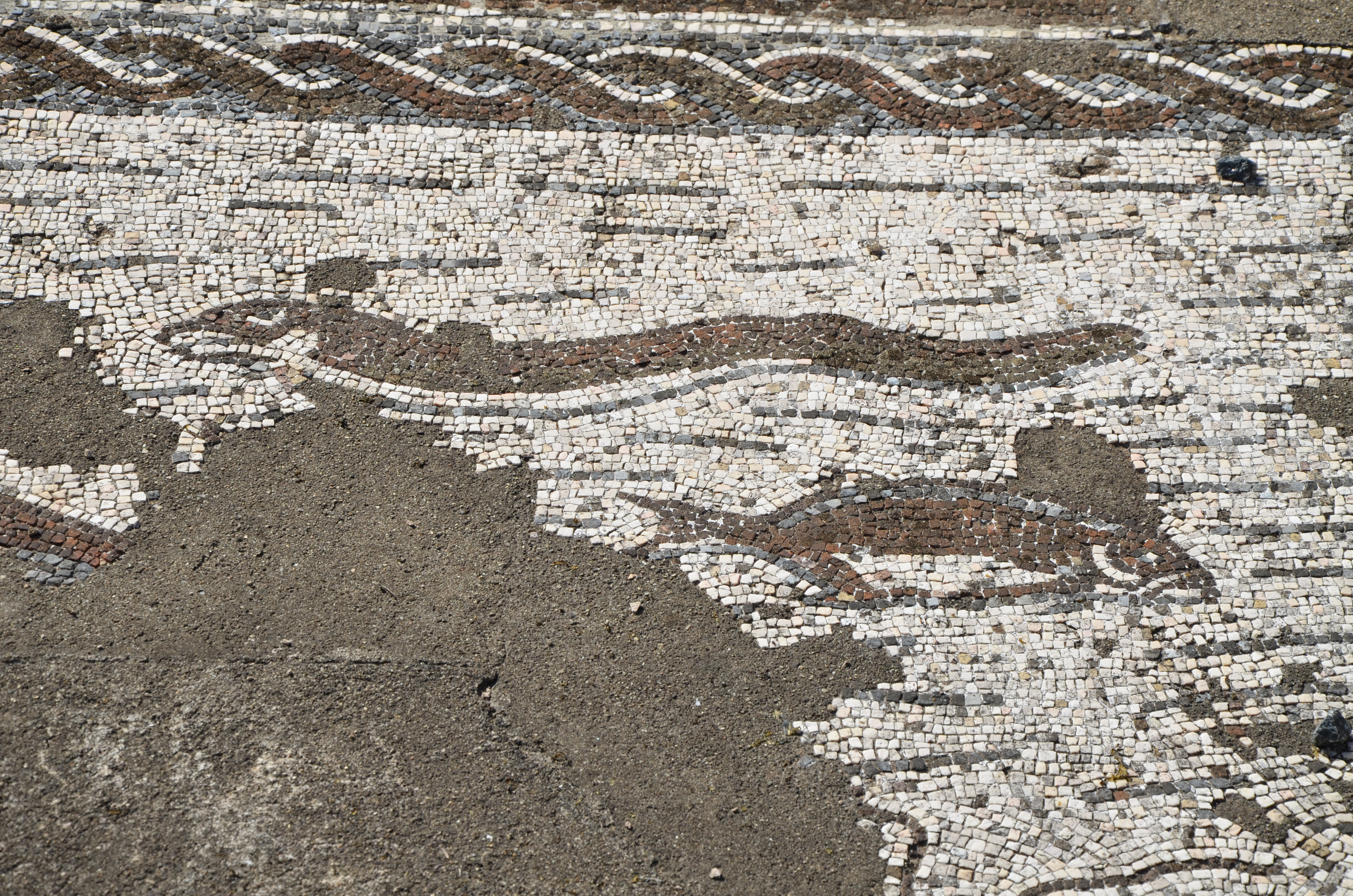
Mosaico com formas de peixes.

### Decoração
Um dos principais motivos pelo qual a villa é conhecida são os seus mosaicos, tanto a duas cores como policromáticos, criando formas geométricas ou de teor natural. Os desenhos geométricos são circunferências, quadrados, triângulos, hexágonos, cruzes, suásticas e delta, enquanto que os temas naturais incluem pombas e animais marinhos, como uma enguia e um peixe. Os mosaicos, que revestem o solo de várias salas, foram feitos com tesselas multicoloridas, feitas em materiais calcários e vítreos. Também se descobriram várias paredes com pinturas de frescos. Outro material utilizado na construção foi o mármore, tanto em forma de lajes nos pavimentos, como em frisos.
Entre os vários painéis de mosaicos, destaca-se um no fundo de um tanque doméstico, no centro de uma sala, por ser o único de tema aquático em toda a villa. Datando de meados do século IV, foi composto em cerâmica e em calcário policromático, e representa várias espécies marinhas, como dois peixes, uma moreia e os tentáculos de um polvo ou de uma lula.

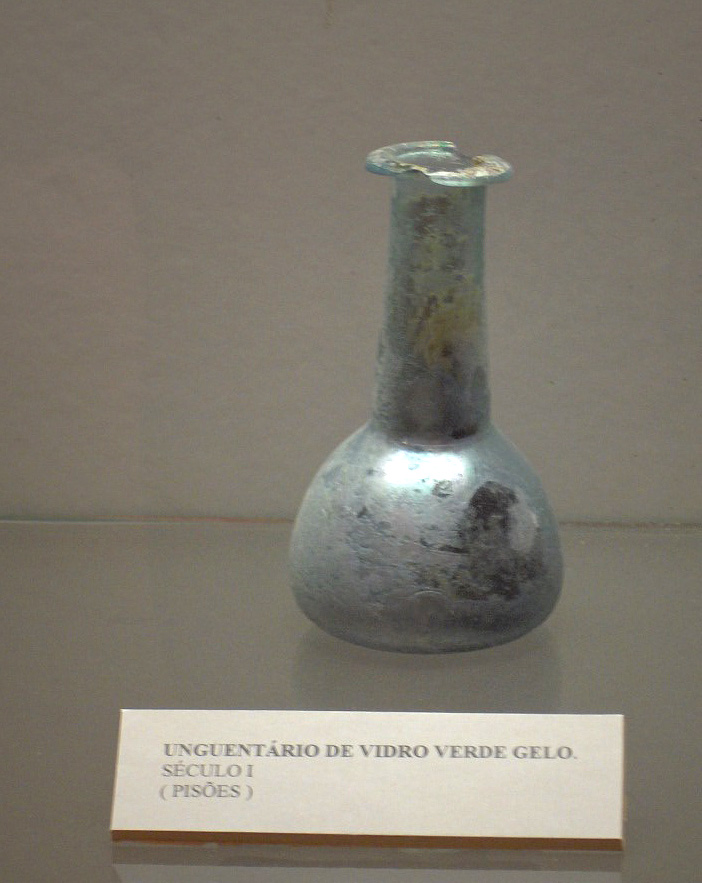
Unguentário de vidro descoberto em Pisões, preservado no Museu de Beja.

### Espólio
Em termos de cerâmicas, foram recolhidos fragmentos de lucernas e ânforas, e pelo menos um unguentário, sendo os materiais em vidro e em barro, com terra sigillata de tipologia hispânica sudgálica. Destaca-se também o conjunto de peças em metal, que é composto por pregos, facas, argolas, um punhal e duas pontas de lança, tudo em ferro, enquanto que as peças em bronze incluem agulhas, uma fíbula, alfinetes, partes de arreios, um brinco e um anel. Foram igualmente recolhidas moedas em bronze e prata, e uma fivela também em prata. Outras peças incluem ossos de animais, partes de estátuas, fragmentos de chumbo, alfinetes em osso, e vários pesos de lagar.
Uma das principais peças no conjunto de Pisões é uma lápide, encontrada por Fernando Nunes Ribeiro em 1967, e que seria uma árula, um tipo de pequeno altar, com a inscrição: «Saluti pro / G(aio) Atilio / Cordo N(---) Cat/ulus serv(us) / votum s(olvit) a(nimo) l(ibens)» (À Saúde. Para o nosso Gaio Atílio Cordo, o servo Catulo cumpriu o seu voto de livre vontade). Desta forma, a lápide era dedicada a Salus, deusa romana da saúde, e inclui o nome de Caius Atilius Cordus, provavelmente a família que era proprietária da antiga villa, informação que é relativamente rara entre as estruturas deste tipo na Península Ibérica.

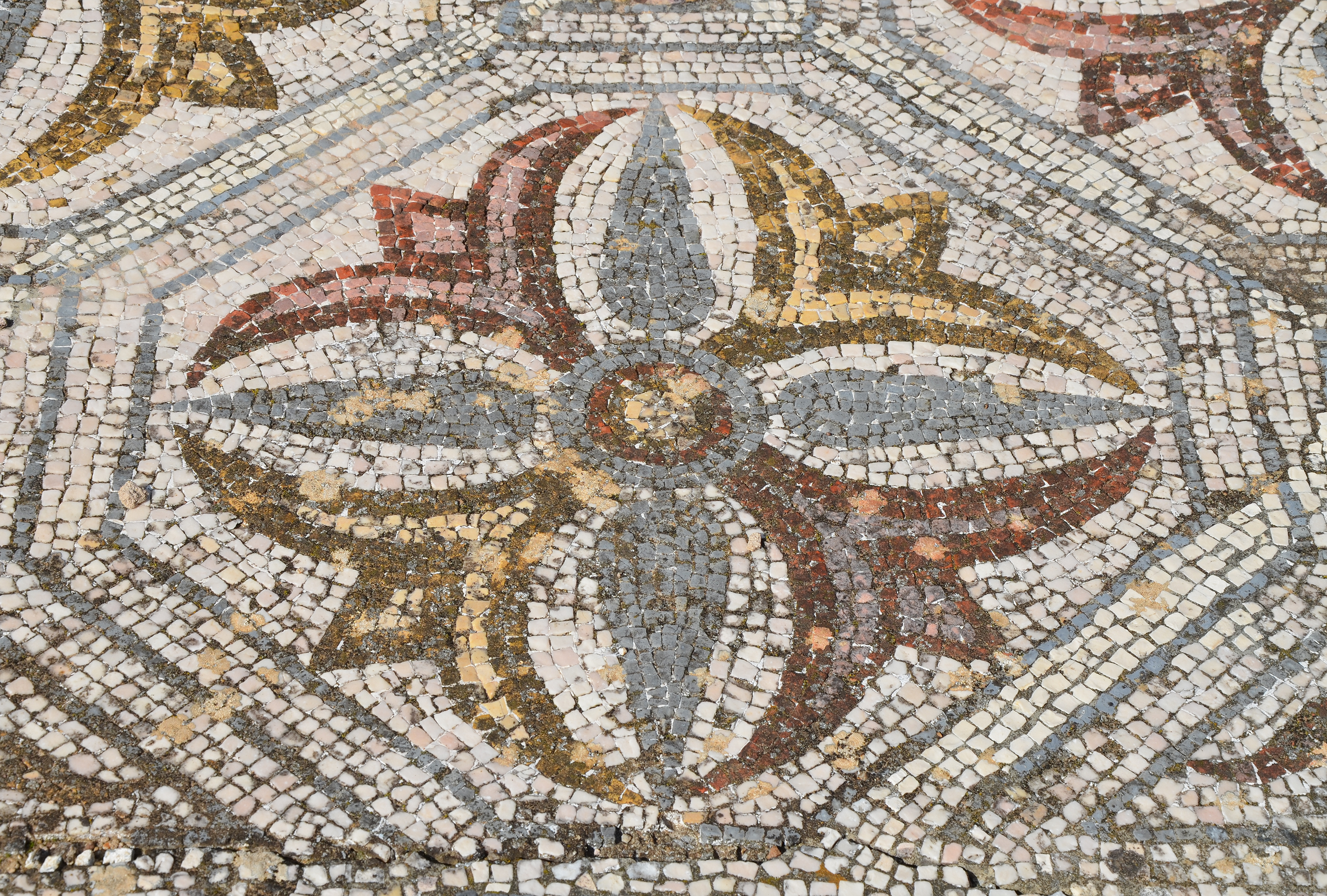
Mosaico com motivos geométricos e vegetalistas, nas ruínas de Pisões.

### Importância e preservação
A villa de Pisões é uma das mais importantes e melhor conservadas estruturas deste tipo, em toda a Península Ibérica. É um dos mais relevantes vestígios do período romano no concelho de Beja, e uma das villas romanas mais originais em toda a península.
O conjunto da villa romana de Pisões foi classificado como Imóvel de Interesse Público pelo Decreto n.º 251/70, de 15 de Maio de 1970.

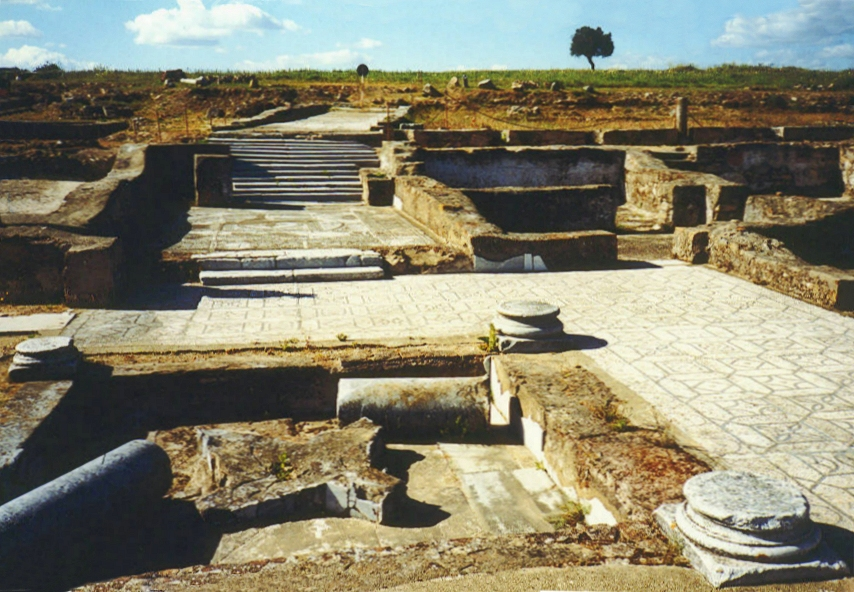
Ruínas de Pisões, em 1998.

## História

### Período pré-romano
A zona em que se insere a villa de Pisões já era habitada antes do período romano, como pode ser comprovado pelos vestígios encontrados no sítio arqueológico Pisões 5, incluindo duas fossas funerárias, um ossário, ferramentas e adornos do neolítico final, fossas, peças decorativas e cerâmica dos finais da Idade do Bronze, e vestígios de edifícios, cerâmica e utensílios da segunda Idade do ferro. Neste local também foram encontradas peças do período romano, especialmente partes de ânforas, que podem apontar para um abandono do local durante os séculos II e III a. C., correspondente à República Romana. Também no sítio de Pisões foram encontradas evidências de ocupação pré-romana, incluindo fossas do II a III milénio a.C., e uma necrópole da Idade do Ferro, com pelo menos doze sepulturas.

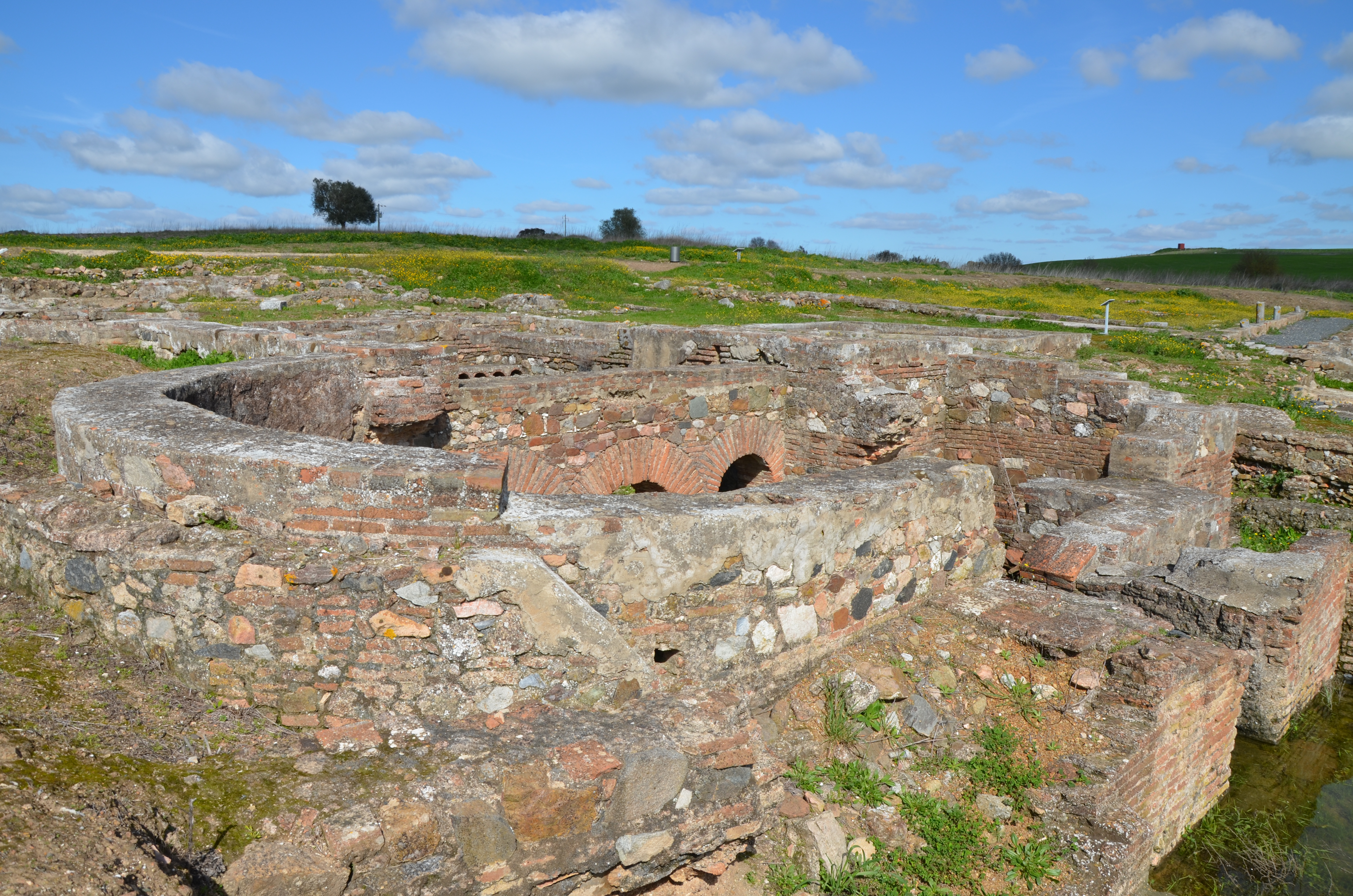
Ruínas do antigo hipocausto, em 2014.

### Domínio romano
O complexo de Pisões foi principalmente ocupado durante o período romano, sendo provavelmente a propriedade de um rico habitante da cidade vizinha de Pax Julia, que deu origem à moderna cidade de Beja. Também foi um importante centro de produção agrícola, sendo uma das povoações satélites da cidade, que a abasteciam de alimentos.
Foi construída no século I, tendo sido habitada até ao século IV. Os mausoléus da villa terão sido edificados nos finais do século II.

### Ocupação posterior
Dentro das ruínas da casa foram encontradas provas de ocupação posterior ao domínio romano, incluindo muitas peças de cerâmica negra tardo-romana, e dois capitéis do período visigótico, já durante a Alta Idade Média. A zona em redor foi posteriormente ocupada, como se demonstra pela presença de estruturas da época moderna ou contemporânea no sítio Pisões 5, onde também foi encontrada uma moeda de 1723. Também foi registada a presença de vários moinhos de água na Ribeira da Chaminé para processamento de lã, que serão provavelmente posteriores ao período romano, e que eram denominados de pisões, tendo dado origem ao nome desta área.

### Redescoberta

#### Primeira fase
A primeira parte do complexo de Pisões descoberta foi a barragem, que foi referenciada por Abel Viana em 1947, na sua obra Notas históricas, arqueológicas e etnográficas do Baixo Alentejo.
A villa de Pisões foi descoberta por acaso em 1964, quando se estavam a fazer trabalhos agrícolas no local. Durante uma lavoura no local, verificou-se que alguma coisa estava a impedir o deslocamento da charrua, pelo que o proprietário empregou uma máquina de maior potência, desenterrando três grandes pesos de lagar, igualmente denominados de pisões. Esta descoberta foi relatada ao arqueólogo Fernando Nunes Ribeiro, que foi ao local mas não foi capaz de fazer quaisquer investigações, embora tenha pedido a José Joaquim Fernandes, proprietário dos terrenos, que guardasse todas as pedras daquele tipo que encontrasse. Com efeito, foram sendo descobertas mais peças durante os trabalhos agrícolas, incluindo um capitel e o fuste de uma coluna, e em Fevereiro de 1967 foi desenterrado parte de um mosaico, achado que relevou a importância do local. Desta forma, iniciaram-se sondagens de diagnóstico no sentido de descobrir quais eram as potencialidades no local, tanto do ponto de vista arqueológico como estratigráfico. No entanto, as investigações tiveram de ser paradas devido à falta de financiamento, tendo sido até então feitas principalmente devido à contribuição de Carolina Almodôvar, esposa de Joaquim Fernandes, que entretanto tinha falecido. Felizmente, os ricos achados arqueológicos no local chamaram a atenção do Ministério da Educação Nacional e da Direcção-Geral dos Monumentos, que iniciaram o processo para a classificação do sítio arqueológico, o que sucedeu em 1970, como Imóvel de Interesse Público. Porém, verificou-se novamente a falta de recursos económicos para continuar as sondagens, problema que foi resolvido através de subsídios da Fundação Calouste Gulbenkian. Assim, continuaram as escavações, tendo sido desenterrada uma grande casa de campo, que foi identificada como o núcleo de um centro agrícola.
As escavações foram coordenadas por Fernando Nunes Ribeiro, que é considerado um dos descobridores da villa de Pisões, em conjunto com Abel Viana. Um dos colaboradores durante os trabalhos arqueológicos foi Leonel Borrela, que se destacou como artista plástico e historiador. As pesquisas continuaram quase sem interrupções até 1973, tendo-se desenterrado um grande número de estruturas, tendo depois parado até 1977. Foram retomadas no ano seguinte, embora centrando-se em duas áreas não cobertas pelos trabalhos anteriores, uma junto à piscina e outra a Norte dos balneários. Uma das principais descobertas nesta fase de escavações foi um conjunto de estruturas funerárias romanas, situadas em linha paralela com a piscina. Os trabalhos continuaram até aos princípios dos anos 80, tendo sido desenterrados painéis de mosaicos, paredes pintadas, lajes em mármore, um balneário, uma piscina e vários lagos. Em termos de espólio, foi descoberta muita cerâmica, incluindo um conjunto de mesa de elevada qualidade, fabricado em terra sigillata e cerâmica estampada, e outros artefactos, como vidros, bronzes, lucernas, pedras ornamentais lavradas e ferros. Em 1980, foi vedado o perímetro das ruínas, com cerca de 30 mil m². Entretanto, no período após a Revolução de 25 de Abril de 1974 registou-se um dos primeiros actos de vandalismo nas ruínas, quando foram danificados os mosaicos representando suásticas.

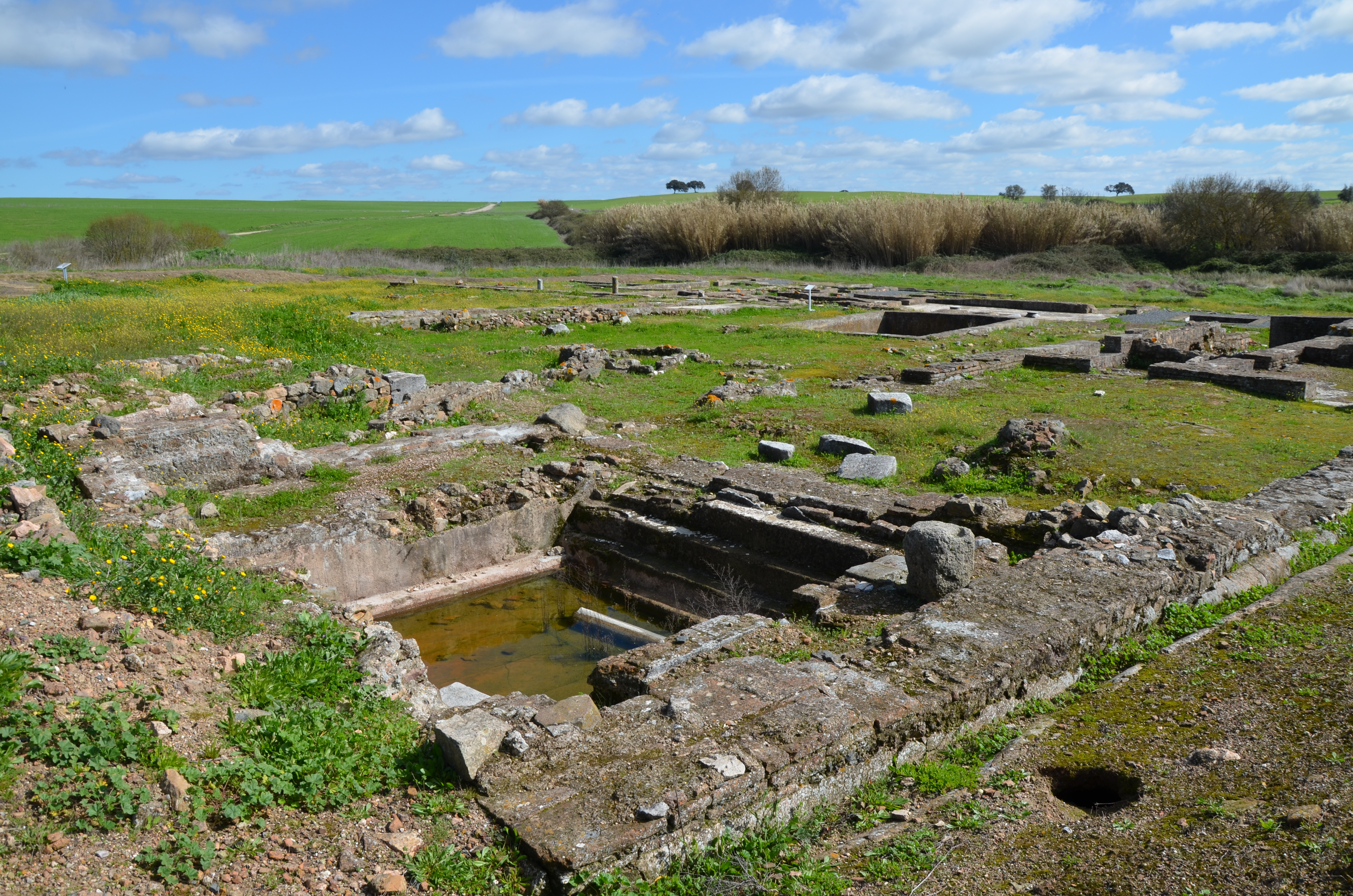
Vestígios de um antigo tanque em 2014, que provavelmente faria parte do complexo termal.

#### Segunda fase
Após as grandes campanhas nos anos 60 e 70, o sítio de Pisões não foi alvo de trabalhos arqueológicos aprofundados até à década de 2010, salvo algumas intervenções pontuais. Entre 1980 e 1984, ainda foram feitas escavações, mas de 1985 a 1992 apenas foram executadas obras de conservação e restauro. As escavações só foram retomadas em 1997, seguindo-se trabalhos de prospecção, conservação e restauro em 1998. Estas intervenções foram feitas no âmbito da introdução das ruínas de Pisões nos Itinerários Arqueológicos do Alentejo e do Algarve, organizados pelo antigo Instituto Português do Património Arquitectónico, Na década de 2000 iniciaram-se vários estudos, de forma a reduzir o impacte arqueológico da construção do Adutor dos Cinco Réis, parte da Rede de Rega da Barragem de Alqueva, tendo sido nessa altura descobertos os vestígios de várias estruturas negativas perto da villa de Pisões. O sítio arqueológico, denominado de Pisões 5, foi inserido no Estudo de Impacte Ambiental em 2006, e escavado em 2011, durante as obras da conduta.
Este arrastamento no processo de estudo e valorização das ruínas deveu-se a várias dificuldades ao longo dos anos, tendo um dos maiores problemas sido a regularização do regime de propriedade. Com efeito, a situação legal das ruínas era ambígua, uma vez que vez que não pertencia nem ao governo nem à Câmara Municipal de Beja. Oficialmente, os terrenos pertenciam à Universidade de Évora, que tinha anteriormente recebido parte dos terrenos da Herdade da Almocreva no âmbito do processo da reforma agrária, de forma a utilizá-los para fins educativos, mas a herdade foi alvo de uma penhora devido aos problemas financeiros dos proprietários originais, tendo a Universidade pedido ao tribunal para retirar as suas parcelas do processo. Esta condição limitava consideravelmente as competências tanto da autarquia como da Direcção Regional da Cultura do Alentejo, que não podia utilizar os serviços dos centros de emprego para contratar funcionários para as ruínas, e que teve de utilizar várias soluções provisórias. Por exemplo, em Maio de 2012 o sítio arqueológico foi provisoriamente encerrado devido à falta de funcionários, uma vez que a única empregada no local saiu por motivo de reforma, tendo nessa altura a Direcção Regional e a autarquia de Beja encetado esforços para resolver este problema. A Direcção Regional iniciou igualmente um processo de diagnóstico sobre as condições em que se encontravam as ruínas, de forma a saber quais as medidas a tomar para a sua requalificação. No mesmo ano, foi assaltado e vandalizado o centro de interpretação, que ficou sem janelas nem portas. Em finais desse ano, a Universidade de Évora informou a Direcção Regional que a questão sobre os terrenos onde se situam as ruínas já tinha sido resolvida, tendo tomado posse da propriedade em 2013. Nesse ano, o vice-reitor da Universidade, Manuel D'Orey Cancela D'Abreu, declarou que quando terminassem os problemas legais, a universidade iria candidatar-se aos subsídios do Quadro de Referência Estratégico Nacional, de forma a fazer obras de recuperação e continuar as investigações nas ruínas de Pisões. Nos princípios de 2013, uma família carenciada aceitou o convite da Câmara Municipal de Beja, com a aprovação da a Universidade de Évora e da Direcção Regional da Cultura do Alentejo, para fazer a limpeza e a vigilância das ruínas de Pisões, recebendo em troca apenas a autorização para ocupar uma antiga casa de guarda de caminhos de ferro nas proximidades, sem quaisquer benefícios financeiros. Para esse efeito, o edifício foi alvo de obras, após um acordo entre a Rede Ferroviária Nacional, que era a proprietária, e a autarquia de Beja. Esta iniciativa foi criticada pelos vereadores da Coligação Democrática Unitária, que acusaram a autarquia de explorar a família carenciada, e propuseram que em vez disso fossem contratados funcionários especializados para fazer aquelas funções. A autarquia defendeu-se que as ruínas de Pisões não estavam sobre a sua directa responsabilidade, tendo tomado aquela medida apenas para continuar a ser um membro activo dentro da parceria para a conservação das ruínas de Pisões, e exigiu que o estado assuma as suas obrigações.

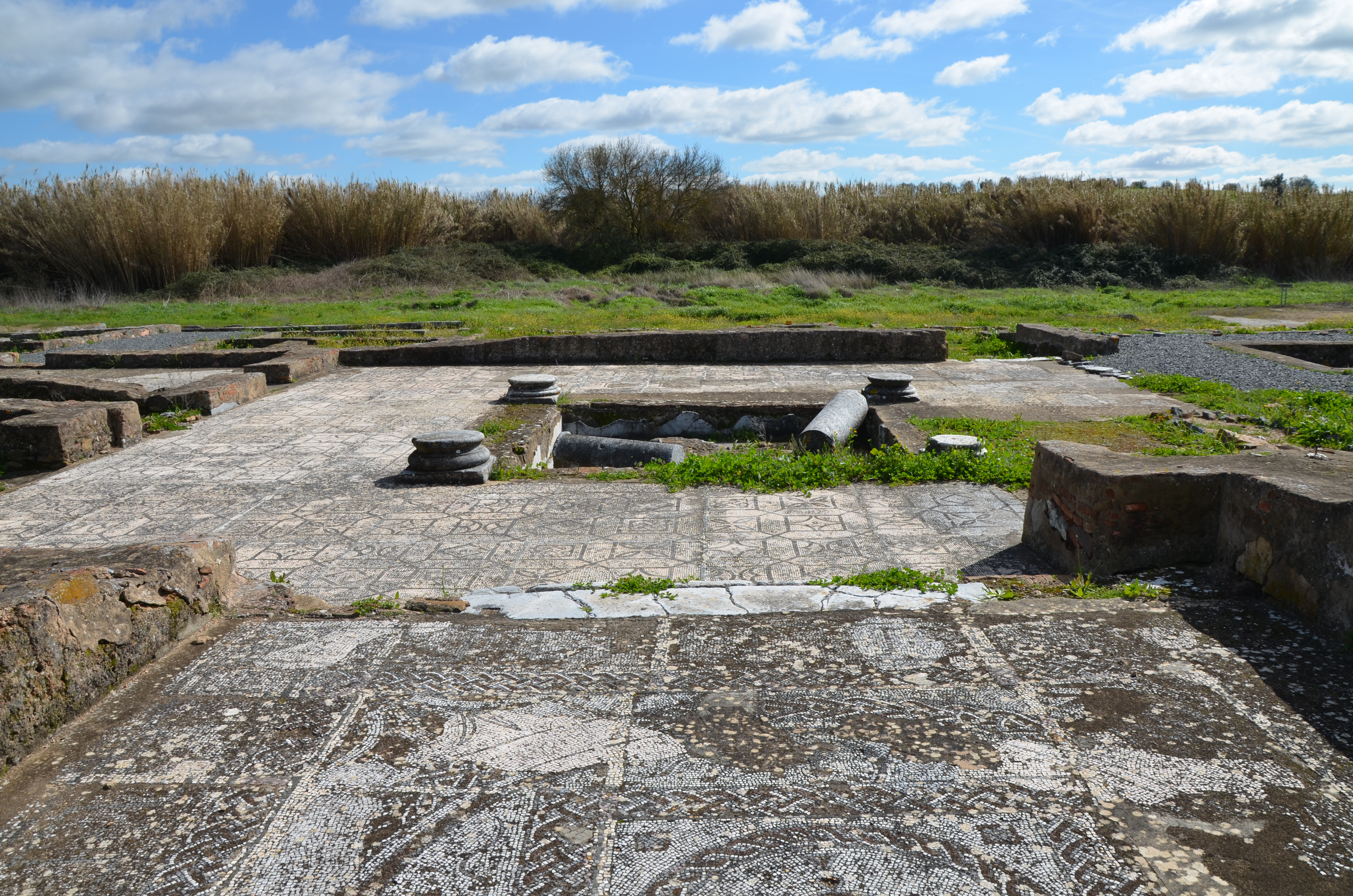
Ruínas do peristilo em 2014, vendo-se ainda as bases e fragmentos de quatro colunas.

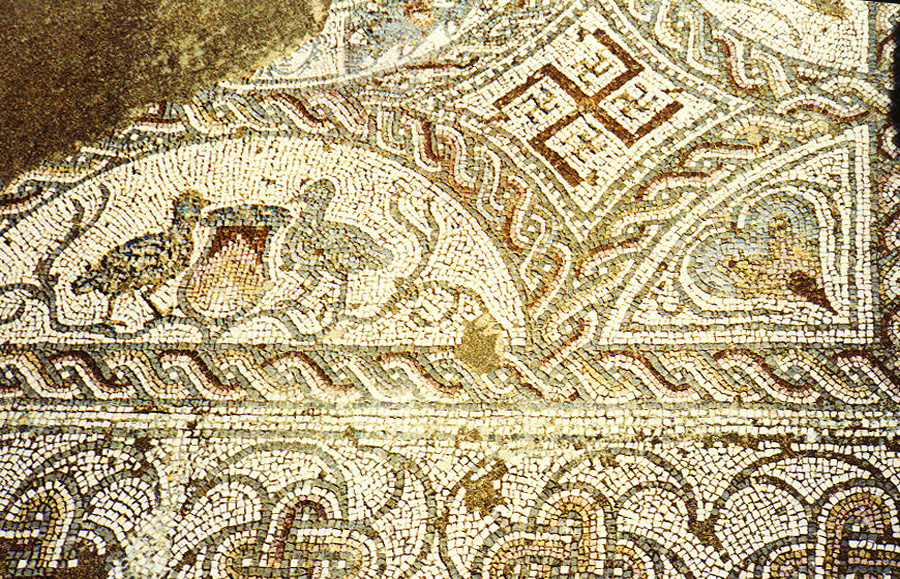
Mosaico multicolorido, com figuras de aves e desenhos geométricos, incluindo uma suástica.

#### Terceira fase
Só em Fevereiro de 2016 é que a Universidade de Évora recebeu a chave do portão de acesso às ruínas, tendo começado a preparar um plano para o seu estudo, divulgação e valorização, dirigido pelo geofísico Bento Caldeira. Este criticou a forma como a villa romana era «pouco conhecida do ponto de vista científico», apesar de ter sido descoberta há cerca de meio século, motivo pelo qual planeou a instalação de um campo experimental, onde se iriam desenvolver «actividades de investigação e de valorização», que iriam congregar «muitas áreas disciplinares, desde a arqueologia, a geofísica, as arqueociências, a química ou a agricultura». Por exemplo, uma vez que as ruínas estão situadas numa zona onde era aplicada a agricultura de precisão, a universidade tornou-se parceira num programa que permite a utilização dos dados agrícolas para estudos arqueológicos. Aquele estabelecimento de ensino também estava a planear a instalação de um centro de interpretação, que iria incluir um pequeno auditório, um espaço para exposições e de divulgação, e um laboratório, servindo desta forma igualmente como um centro de investigação das ruínas.
Nos princípios de 2017, a Universidade iniciou uma campanha arqueológica, tendo alguns dos propósitos desta investigação sido descobrir a presença de vestígios no subsolo e estudar as várias argamassas nas ruínas. Em Julho desse ano, as ruínas encontravam-se em estado de abandono, cobertas pela vegetação, e danificadas por actos de vandalismo. De forma a evitar danos nos pavimentos de tesselas, foram colocados painéis com gravilha. Nesse ano, ainda só tinha sido estudada a área da casa em si, faltando ainda estudar as zonas adjacentes. Segundo o arqueólogo Miguel Serra, os vários trabalhos de levantamento feitos até 2010 apontam para a existência de várias estruturas ainda não descobertas em redor da casa, que muito provavelmente pertenceriam à parte rústica do complexo, ou então a uma zona de ocupação anterior ao século I, hipótese pouco viável de acordo com o que já se sabe sobre a casa. Esta zona rústica ou funcional seria composta pelas residências dos empregados, e por várias estruturas relacionadas com a agricultura, como celeiros e os lagares. Desta forma, era muito possível que a zona com vestígios históricos fosse consideravelmente superior à então definida pelo sítio arqueológico, que tinha uma área de 30 mil m². Nesta altura, o sítio também estava ameaçado por uma plantação de amendoal nos arredores, num local onde era muito provável a existência de mais vestígios arqueológicos. Este estado de abandono foi criticado pelo arqueólogo João Sardica, que participou regularmente nas pesquisas, e que apontou, como principais causas para esta situação, a inexistência de uma entidade definida para a posse do sítio, e a falta de capacidade política, que impossibilitaram a falta de medidas adequadas à sua preservação e aproveitamento. Em Fevereiro começaram os trabalhos de geofísica no local, no sentido de investigar possíveis estruturas ainda enterradas, tendo sido aplicados métodos não invasivos, como o georradar e a tomografia eléctrica. Em Junho, também se aplicou um processo denominado de fotogrametria, que consiste em tirar várias fotografias para criar reconstituições tridimensionais, tendo sido recriada parte das termas, incluindo o hipocausto e os pavimentos. Foram igualmente estudadas as argamassas utilizadas nos antigos edifícios, por parte do Laboratório Hércules da Universidade de Évora e do Laboratório Nacional de Engenharia Civil, de forma a melhor conhecer os métodos de construção romanos, e utilizar estes dados em futuros trabalhos no sítio. Neste sentido, foram estudadas as argamassas dos pavimentos com mosaicos, das estruturas ligadas à agua, dos assentamentos, e dos rebocos, tendo estes últimos incluindo as pinturas murais.

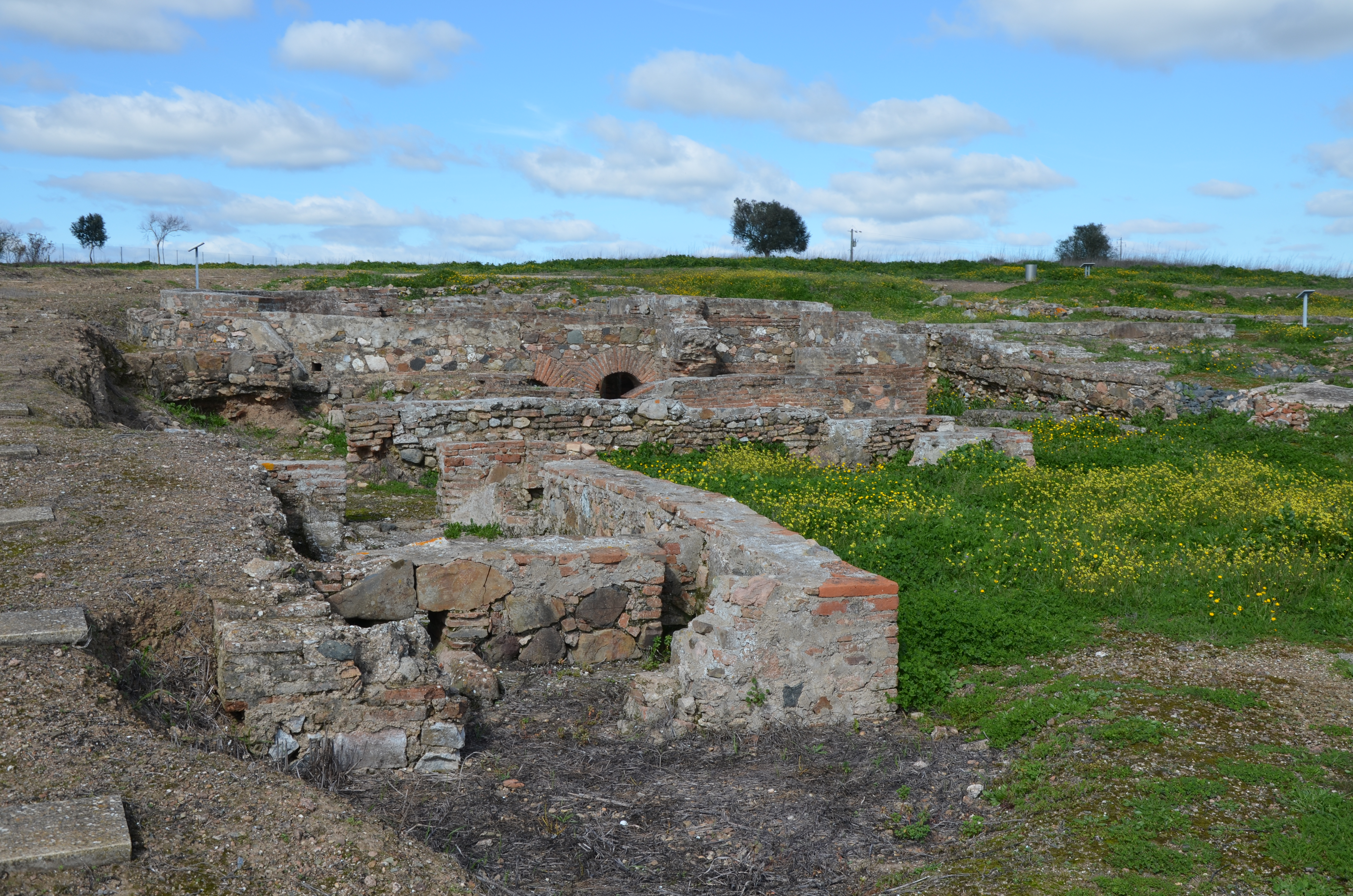
Antigo complexo termal.

Em 24 de Agosto de 2017, foi assinado um protocolo entre a Câmara Municipal de Beja, a Universidade de Évora e a Direcção Regional de Cultura do Alentejo, para a valorização da villa romana, e a sua abertura ao público. A Universidade iniciou assim um plano para valorizar o sítio arqueológico, que incluía a abertura ao público e a formação do Campo Experimental para as Arqueociências e Ciências do Património da Universidade de Évora. A Universidade,  comprometeu-se a fazer obras de conservação e a investigar o sítio, utilizando métodos não invasivos, embora também se pudessem fazer escavações no futuro. Não se previa a realização de escavações fora da zona demarcada, uma vez que ainda não tinham sido feitas sondagens que indicassem se se justificariam os trabalhos. As intervenções no sítio arqueológico foram divididas em três fases, sendo a primeira a recuperação das ruínas para permitir a sua visita, o planeamento do novo Centro de Interpretação e Estudos, a fundação do Campo de Ensaios Experimentais de Arqueologia e de Geofísica Aplicada, e o início dos trabalhos de investigação. A construção do centro de interpretação iria ser feita durante a segunda fase, que também iria incluir a divulgação do sítio arqueológico junto do público, e a organização de trabalhos de campo e de formação sobre diversos temas. A terceira fase englobaria a criação de parcerias com outros estabelecimentos de ensino superior e núcleos de investigação a nível internacional, e a continuação da divulgação da villa de Pisões, tanto do ponto de vista cultural como do turismo, prevendo-se a sua promoção como um destino turístico de excelência, dentro do tema da arqueologia. Depois de uma operação de limpeza do local, em 27 de Setembro foi organizada uma sessão pública na villa, para celebrar a sua reabertura ao público, evento ao qual assistiu a secretária de Estado da Ciência Tecnologia e Ensino Superior. No âmbito da reabertura do sítio arqueológico, também foram feitas obras de recuperação no edifício do centro de acolhimento e interpretação, e criado um percurso sinalizado para a visita às ruínas.
Em Maio de 2018, a autarquia de Beja organizou a quinta edição do festival Beja Romana, tendo um dos eventos sido uma visita à villa de Pisões. Nesse mês, foi assinado o contrato de financiamento para a construção do Parque Fluvial Cinco Reis, um complexo natural que incluía uma praia fluvial, situado a cerca de 1 Km de distância das ruínas de Pisões, esperando-se naquela altura que o parque fosse dinamizar também o sítio arqueológico. Em Fevereiro de 2019, a exploração da villa foi discutida numa reunião da Assembleia Municipal de Beja, tendo naquela altura o presidente da autarquia, Paulo Arsénio, declarado que o sítio estava a receber visitantes, embora tenha admitido que não estava a ser feita a monitorização do protocolo com a Universidade de Évora, e que caso aquela instituição de ensino não cumprisse o que tinha sido assinado, iria terminar o protocolo. Também foram debatidos os acessos ao sítio arqueológico, tendo o autarca admitido que no próximo quadro comunitário de apoio não existiriam fundos suficientes para se proceder à asfaltagem dos caminhos, embora esta intervenção pudesse ser depois feita pela Empresa de Desenvolvimento e Infraestruturas do Alqueva ou pela Câmara Municipal de Beja. Em Julho de 2020, foi inaugurado o Parque Fluvial dos Cinco Réis.
Em 18 de Maio de 2022 a União de Freguesias de Santiago Maior e São João Baptista, o Museu Regional de Beja e a Universidade de Évora assinaram um acordo para o estudo e a valorização do espólio arqueológico das ruínas de Pisões. De acordo com o professor António Candeias, da Universidade de Évora, este protocolo incluiu a instalação de um espaço na povoação de Penedo Gordo, para onde seria transferido o acervo de Pisões que está guardado no museu de Beja. Desta forma, seriam criadas as condições para se proceder ao estudo das peças, permitindo a sua classificação e «uma leitura sobre esse espólio e a sua valorização através do conhecimento». Segundo o investigador, «É importante perceber o que existe do ponto de vista de registos do espólio das diferentes escavações e, com base nessa informação inicial, há um longo trabalho a fazer», no sentido de «conhecer os vários tipos de materiais». Este programa de investigação iria «criar um diálogo» entre o sítio arqueológico de Pisões, a cidade de Beja e o seu museu, «valorizando todo o território».
Em 17 de Abril de 2025, o Sindicato dos Trabalhadores de Arqueologia organizou uma concentração na Villa Romana de Pisões, no âmbito do Dia Internacional dos Monumentos e Sítios, no sentido de alertar para a «proteção, conservação e valorização dos vestígios arqueológicos únicos que chegaram até nós, e que urge transmitir para as gerações futuras», acrescentando que «os monumentos e sítios arqueológicos possuem um valor histórico e patrimonial incalculável, fazendo parte da nossa memória e identidade coletivas». O Sindicato criticou o encerramento do sítio arqueológico, e a falta de investimento, advertindo para as avançadas condições de degradação em que se encontrava. O presidente, Regis Barbosa, afirmado que «o quadro que saiu hoje daqui é muito negativo e deixou-nos preocupados, porque, se não houver uma ação, este sítio pode degradar-se e, daqui a algum tempo, podemos vir a perder muitos vestígios devido aos danos que este monumento sofre», explicando que «com a quantidade de chuva que houve nestes dias e as intempéries a que este sítio, que não tem cobertura, está exposto, os mosaicos, os muros, o hipocausto e as termas que ali existem vão degradar-se muito rapidamente e, nos próximos anos, podemos ter muitos danos neste património». Considerou a villa romana como «muito preciosa», de grande importância não só no distrito de Beja como a nível nacional, e defendeu a elaboração de um plano de museologia e museografia, no sentido de permitir que «as pessoas que a visitem não vejam só ruínas ou só vestígios».

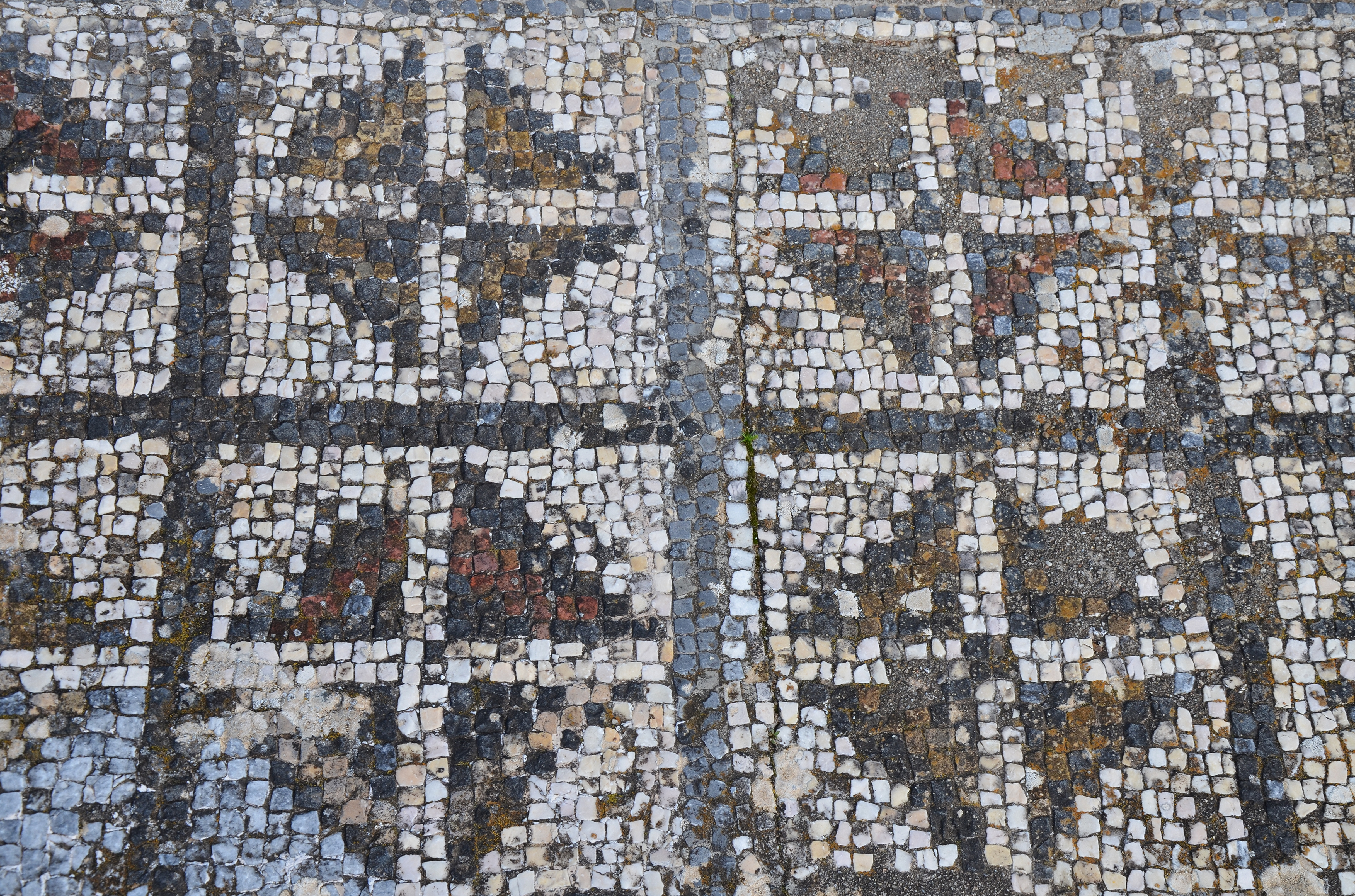
Mosaico com formas geométricas.

## Leitura recomendada
- SARDICA, João Mário Lopes. «Alguns subsídios para o Estudo dos Mosaicos de Pisões». Boletim do Arquivo de Beja. Beja. p. 66-69
- RIBEIRO, Fernando Nunes (1972). Villa Romana de Pisões. Beja: Comissão Municipal de Turismo de Beja. 46 páginas